# Szaporca
Szaporca es un pueblo ubicado en el distrito de Siklós, en el condado de Baranya, Hungría.

## Superficie
Posee una superficie de 9,650 kilómetros cuadrados.

## Demografía
Hasta 2019 la población era de 219 habitantes, con una densidad de población de 22,69 habitantes por kilómetro cuadrado.